# Aéroport d'Abou Simbel
Pour les articles homonymes, voir ABS.
L'aéroport d'Abou Simbel (en arabe : مطار أبو سمبل) (code IATA : ABS • code OACI : HEBL) est un aéroport égyptien desservant la ville d'Abou Simbel, au sud du pays, près de la frontière soudanaise.
En 2008, plus de 600 000 passagers ont transité par cet aéroport, dont une bonne partie étant des touristes.

## Situation
| \| 100 km1:14 084 000 \| Abou Simbel Taba Sohag Marsa · Alam Louxor Hurghada El-Arich El Nouzha Charm el-Cheikh Le Caire Borg El Arab Assouan Assiout Marsa Matruh |
| 100 km1:14 084 000 |

## Statistiques
Pour des raisons techniques, il est temporairement impossible d'afficher le graphique qui aurait dû être présenté ici.

Voir la requête brute et les sources sur Wikidata.